# فرانسيسكو هاجنبيك

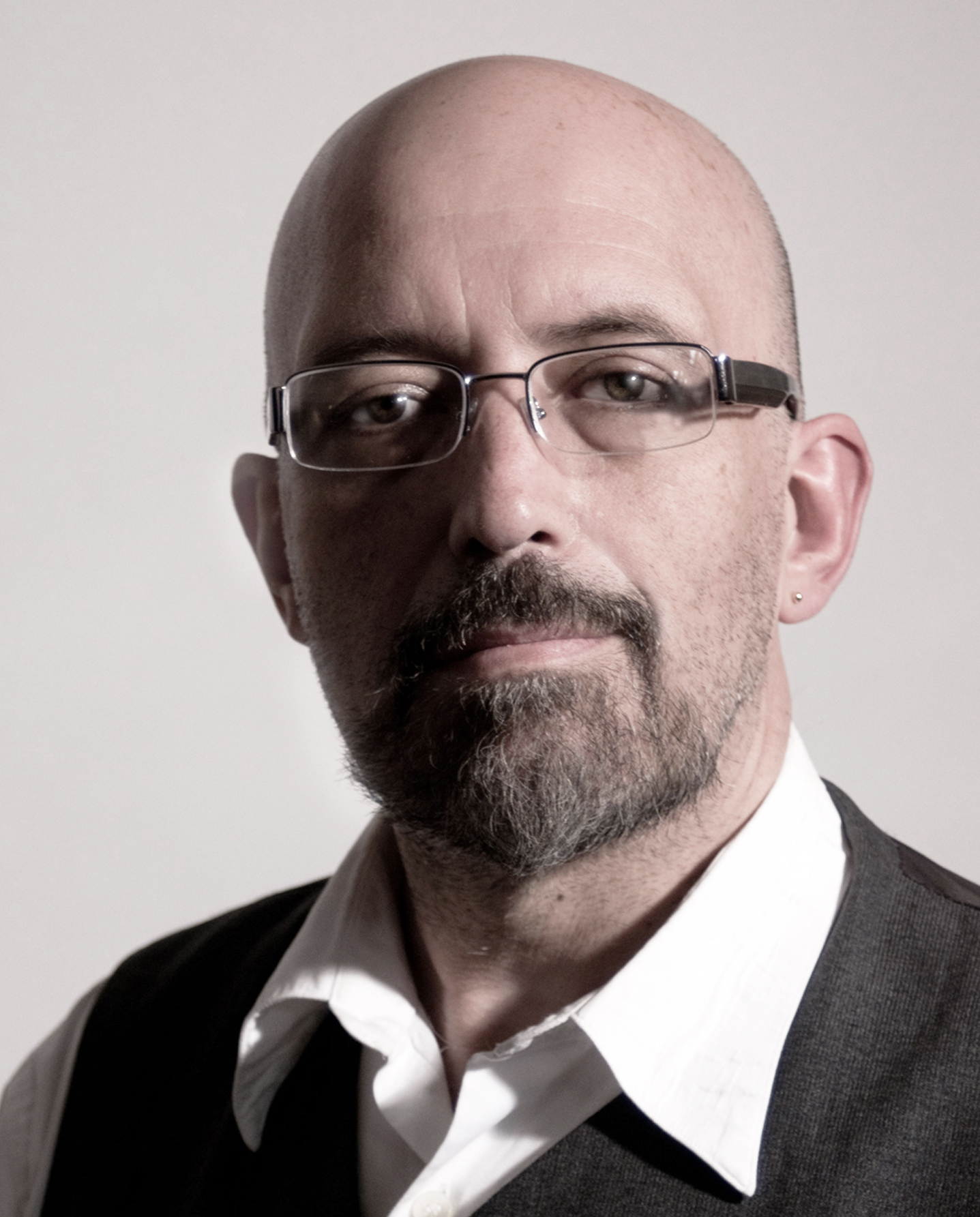
فرانسيسكو هاجنبيك

فرانسيسكو هاجنبيك (1965 - 4 أبريل 2021) كاتب مكسيكي وكاتب سيناريو وكاريكاتير.

## السيرة الشخصية
ولد فرانسيسكو جيراردو هاجنبيك كوريا عام 1965 في مكسيكو سيتي. درس الهندسة المعمارية في جامعة لا سال وعمل في المتاحف، ثم عمل كمبدع ومنتج. تمت ترجمة عمله إلى عدة لغات، بما في ذلك الماندرين الصينية.
توفي بسبب كوفيد 19 في تهواكان في 4 أبريل 2021 أثناء الجائحة في المكسيك.